# Eleonore Astfalck
Eleonore Astfalck (* 13. November 1900 in Nürnberg; † 12. Juni 1991 in Nienhagen (Landkreis Celle)) war eine Pionierin der Heil- und Sozialpädagogik in der Zeit vor 1933. Nach ihrer Emigration setzte sie ihre Arbeit in England fort, von wo aus sie 1946 nach Deutschland zurückkehrte, zuerst an die Odenwaldschule, und ab 1950 als Leiterin an die sozial- und heilpädagogische Einrichtung Immenhof in der Lüneburger Heide. Sie zählt zu den Reformerinnen der Heimerziehung und Heilpädagogik in Deutschland.

## Leben vor der Emigration
Eleonore (auch Nora gerufen) Astfalck war eins von vier Kindern des Ingenieurs Wiland Astfalck und seiner Frau Auguste. Nach mehreren beruflich bedingten Umzügen kam die Familie 1920 nach Berlin. Eleonore wurde hier beim Verein Jugendheim zur Hortnerin ausgebildet und arbeitete danach in den Jahren 1923 bis 1927 zunächst als Erzieherin in der Freie Schulgemeinde Wickersdorf, in einem Heim für schwererziehbare Kinder in Rodaun bei Wien und in einem Erholungsheim für tuberkulosegefährdete Kinder im Harz. Irgendwann in dieser Zeit war sie auch Mitglied in einer der ersten Wandervogel-Gruppen für Mädchen.
Aufgrund ihrer praktischen Erfahrungen konnte Eleonore Astfalck beim Verein Jugendheim die Jugendleiterinnenausbildung beginnen. In diesem Zusammenhang lernte sie auch Hilde Lion kennen, die hier als Kursleiterin in der Jugendleiterinnenausbildung wirkte. Lion machte Astfalck das Angebot, als Lehrerin in die Kindergärtnerinnenausbildung des Vereins Jugendheim, an das Sozialpädagogische Seminar zu wechseln. Sie nahm an, und unterrichtete fortan von 1928 bis 1933 angehende Kindergärtnerinnen in pädagogischen, sozialpädagogischen und berufspraktischen Themen. Dabei lernte sie die Werklehrerin Johanna Nacken kennen, womit eine über vierzigjährige Lebens- und Arbeitsgemeinschaft ihren Anfang nahm, die die beiden Frauen zusammen mit Hilde Lion auch in die Emigration führte.
Neben ihrer Lehrtätigkeit engagierte sich Eleonore Astfalck in einer Jugendstube des Vereins, dem „Jugendheim Charlottenburg“, wo sie Mitarbeiterin von Anna von Gierke war. Sie kümmerte sich hier – von 1932 bis 1933 dann hauptberuflich – vor allem um arbeitslose Jugendliche, die vorwiegend aus kommunistischen oder sozialdemokratischen Familien stammten. Diese Tätigkeit führte dazu, dass Astfalcks Name nach der Machtergreifung auf einer Schwarzen Liste der Nazis stand und sie Deutschland verließ.

## Exil in England
1933 ging Eleonore Astfalck zunächst mit einer jüdischen Familie in die Schweiz. Dort erreichte sie am 1. März 1934 ein Brief von Hilde Lion, in dem diese sie bat, zusammen mit ihr eine Schule für deutsche Flüchtlingskinder in England aufzubauen. Am 19. März 1934 traf Astfalck in Stoatley Rough ein und übernahm dort die Stelle einer „Hausmutter“ und als Lehrerin für Hauswirtschaft.
Auf der Webseite „The Five Principal Teachers at Stoatley Rough“ (zu der dort neben ihr Hilde Lion, Emmy Wolff, Luise Leven und Johanna Nacken gezählt werden) heißt es, dass sich viele ehemalige Schüler auch später noch „zärtlich an sie erinnern“. Woran das gelegen haben mag beschreibt Eleonore Astflack rückblickend in einem Brief vom 27. August 1983 an Hildegard Feidel-Mertz:

„Frau Nacken und ich lebten ganz unter den Kindern – Schülern, im Haus, wir waren da, vom Morgen bis zum Abend und formten das einfache, alltägliche Leben in einem sehr engen Haus, hoben dies Leben auf eine besondere Stufe, indem wir jeden Einzelnen beteiligten, ganz praktisch, man ‚tat‘ etwas. Für mich hatte das einen wesentlichen pädagogischen-psychologischen Sinn, gerade für diese jungen Menschen. Vertrieben, staatenlos, ohne Angehörige, kein Geld. Bedauernswert?? Aber nein!! Man war ja sehr viel wert, wurde gebraucht, leistete etwas, es ging nicht ohne „mich“. Man war ja viel wichtiger als früher! Stark, sicher und in einer Bindung mit Gleichen.
Nie habe ich dort erlebt, daß ältere Schüler etwa auf jüngere so etwas herabsahen. – Da wuchs in jedem Kind ein Stück Selbstbewußtsein, das nicht auf sich bezogen war, sondern immer spürte es, daß seine Wurzeln in diesem Gemeinwesen lagen.“

## Rückkehr nach Deutschland
1946 kehrte Eleonore Astfalck als Mitarbeiterin von Minna Specht an die Odenwaldschule nach Deutschland zurück. Sie arbeitete als Lehrerin und Erzieherin, und gerade diese Doppelfunktion bereitete ihr Probleme, da es ihr schwer fiel, die Balance zwischen unterrichtender und erzieherischer Tätigkeit zu halten. Sie berichtet davon, dass sie hierin durchaus Unterstützung von den weiblichen Lehrkräften erhalten habe, doch allem Anschein nach litt sie unter der Vernachlässigung des erzieherischen Aspekts ihrer Tätigkeit.
Aus diesem Dilemma befreite sie Lotte Lemke, die Geschäftsführerin der Arbeiterwohlfahrt (AWO), die ihr anbot, die Leitung des Immenhofs in der Lüneburger Heide zu übernehmen. Diese 1927 eingeweihte Einrichtung „als Heim für schwer erziehbare Mädchen“ spielt in der Geschichte der AWO eine bedeutsame Rolle. Er „war eine Modelleinrichtung mit Vorbildcharakter, in der die sozialistische Fürsorgeerziehung im Gegensatz zur bürgerlichen Fürsorgeerziehung ihre Erfüllung fand“. „Im Mai 1933 wurde die AWO von den Nationalsozialisten enteignet. Der Immenhof ging in das Eigentum der 'NSDAP Amt für Volkswohlfahrt' über. 1950 durfte die AWO die Anlagen wieder betreiben und kurze Zeit später ging der Immenhof wieder in ihr Eigentum über.“
Dies war die Situation, in der nun also Eleonore Astfalck die Leitung des Immenhofs übernahm und ihn – wiederum gemeinsam mit Johanna Nacken – aufbaute. Was sie angestoßen haben, was daraus im Laufe der Jahre wurde, klingt bei Wesemann beeindruckend: „Eine Verwaltungsbaracke wurde behelfsmäßig zu einer Schule umfunktioniert, bis 1962 ein neuer Schul- und Verwaltungstrakt erbaut wurde. Insgesamt waren in den 60er-Jahren ungefähr 200 Kinder und Jugendliche in dem Internat. Die 'Heimvolkschule Immenhof' war in pädagogischen Kreisen durchaus als schulisches Reformprojekt, aber auch als Reformprojekt der Heimerziehung, überregional anerkannt. Ab 1969 folgten weitere Neubauten und 1970 wurde sogar die erste Schwimmhalle gebaut. Eine Reithalle bildete 1981 den Abschluss der Bauaktivitäten.“ Nüchterner (und dennoch beeindruckend) sieht das Astfalck in ihrem Rückblick aus dem Jahre 1960 selber.
Waren anfangs noch viele Luftbrückenkinder zu betreuen, verstärkte sich unter Astfalcks Leitung allmählich die heilpädagogische Arbeit nit Kindern, die aus schwierigen häuslichen Verhältnissen kamen. Ausgehend von ihren eigenen Erfahrungen an der Odenwaldschule versuchte sie einen Spagat zwischen öffentlicher Schule und eigener Heimschule, denn im Zweifelsfall hatte für sie die therapeutische Arbeit mit den Kindern in der „geschützten“ Heimschule Vorrang gegenüber der „abschlussorientierten Wissensvermittlung“ und den öffentlichen Schulen. Andere Ansatzpunkte für Neuerungen waren die von ihr initiierten Mutter-Kind-Kuren, die Aufnahme von geistig und körperlich behinderten Kindern zusammen mit ihren Müttern ins Heim oder die Aufnahme von blinden Müttern mit ihren Kindern. DDR-Bürgern, die in Gefängnissen eingesessen waren, ermöglichte sie Ferienaufenthalte. „Insgesamt leitete Eleonore Astfalck den Immenhof, der unter ihrer Führung zum Vorbild vieler ähnlicher Einrichtungen avancierte und sich in der ‚Fachwelt‘ und darüber hinaus eines guten Rufes und vieler Besucher erfreute, zwei Jahrzehnte.“
Nach ihrer Pensionierung übersiedelte Eleonore Astfalck nach Celle. Sie unterrichtete noch bis 1977 an der „Schule für Frauenberufe“, einer zweijährigen Berufsfachschule für Kinderpflegerinnen. Ehrenamtlich engagierte sie sich zudem in der Stafgefangenen-, Familien-, Alten- und Hausaufgabenhilfe sowie in der Verbandsarbeit der AWO. Kurz vor ihrem 90. Geburtstag reiste Eleonore Astfalck noch einmal zu einem Treffen mit ehemaligen Jugendheimerinnen in Israel, „wo diese mit Selbstverständlichkeit ihre Sozialarbeit nach Jugendheimweise machen. Nora Astfalck bewegte sich mit ihren fast 90 Jahren noch wie die Jüngste von uns, und zu Hause in Deutschland machte sie noch Schularbeiten mit den Türkenkindern!“ Trotz dieses vielfältigen Engagements und trotz der Ehrungen zu ihrem 90. Geburtstag ist sie aber für Berger eine „vergessene Pädagogin“, deren Lebenswerk noch immer darauf wartet „auf eine Aufnahme in die Geschichte der Heil-/Sozialpädagogik. Immerhin gehörte sie zu den ‚deutschen Pädagogen und Pädagoginnen, die nach 1933 die Reformpädagogik im Exil weiterführten und lebten‘.“

## Ehrungen
Zu ihrem 90. Geburtstag wurde Eleonore Astfalck das Verdienstkreuz am Bande des Niedersächsischen Verdienstordens verliehen.
Ebenfalls zu ihrem 90. Geburtstag erhielt sie die Marie-Juchacz-Plakette der Arbeiterwohlfahrt (AWO).
In Wiehl ist das AWO-Familienzentrum nach Eleonore Astfalck benannt.